# Jesus Christ Superstar (české album, 1995)
Kompletní záznam 200. představení muzikálu Jesus Christ Superstar Andrewa Lloyda Webbera (hudba) a Tima Riceho (libreto) v divadle Spirála na pražském Výstavišti byl vydán v roce 1995. Jde o první album, kde je celý muzikál v češtině, v překladu Michaela Prostějovského.
Album vyšlo na dvou CD.

## Seznam skladeb
- 1. disk

1. Předehra – 3:57
2. Jak ze sna procitám – 4:08
3. Proč ten shon? / Divná mystifikace – 4:48
4. Vše je tak, jak má být – 4:23
5. Zemřít by měl... – 3:31
6. Hosanna – 2:24
7. Šimon Zélótes / Ubohý Jeruzalém – 5:31
8. Pilátův sen – 1:48
9. V chrámu – 6:07
10. Vše je tak, jak má být II / Co na tom je tak zlého? – 4:40
11. Zavržen na věky věkův / Peníze zkropené krví – 6:04

- 2. disk

1. Poslední večeře – 7:14
2. V zahradě getsemanské (Děj se vůle tvá...) – 6:56
3. Zajetí – 3:43
4. Petrovo zapření – 1:25
5. Kristus před Pilátem – 2:33
6. Song krále Heroda – 3:14
7. Vše psát od prvních řádků – 3:17
8. Jidášova smrt – 6:38
9. Pilátův soud (včetně 39 ran bičem) – 6:06
10. Superstar – 4:30
11. Ukřižování – 3:30
12. Jan 19,41 – 4:18
13. Superstar II – 2:40

## Hráli a zpívali
- Ježíš Kristus – Kamil Střihavka
- Jidáš Iškariotský – Dan Bárta
- Marie Magdalena – Bára Basiková
- Pilát Pontský – Aleš Brichta
- Héródés Antipas – Vilém Čok
- Kaifáš – Peter Poldauf
- Šimon Petr – Miroslav Mokoš
- Šimon Zélótes – Zbyněk Fric
- Annáš – Jindřich Vobořil
- Johanna – Petra Ryšavá
- Zuzana – Karolina Husáková
- Berenika – Leona Machálková
- Marta – Karolína Pospíšilová
- Služka – Sandra Pogodová
- Jan – Jan Teplý ml.
- Jakub – Patrick Tenev
- Ondřej – Lubor Cukr
- Filip – Vlastimil Korec
- Matouš – Aleš Hnídek
- Bartoloměj – Martin France
- Jakub Alfeův – Radek Valenta
- Juda – Patrick Fridrichovský
- Tomáš – Bronislav Kotiš
- Kněží – Richard Horký, Jiří Malšovský a Pavel Drábek (Ovarotti)
- Římští vojáci – Jan Fiala, Martin Skala a Ondřej Kulhavý
- Swing – Milan Potůček, Martin K. Novotný a Karolína Pospíšilová
- Soul Girls – Táňa Novotná, Pavla Kapitánová, Athina Langoská a Renáta Podlipská

## Nahráli
Orchestr řídil František Preisler ml. Ota Balage hudební režie 
- trombony – Václav Ferebauer, Bohumil Bydžovský, a Milan Brázda
- trubky – Vratislav Bartoš, Jan Kejmar a Václav Týfa
- klarinety – Zdeněk Hostek a Martin Mynařík
- flétny – Miroslava Moulíková a Tomáš Křemenák
- klavír – David Noll
- horny – Tomáš Secký, Miroslav Rovenský, Jiří Lisý a Josef Secký
- fagot – Jan Soukup
- saxofon – Martin Mynařík
- perkuse – Marcel Vlček
- baskytary – František Raba a Ivan Doležálek
- klávesové nástroje – Ota Balage a Karel Mařík
- sólová kytara – Stanislav Jelínek
- doprovodná kytara – Miroslav Chyška a Oldřich Krejčoves
- bicí – František Hönig, Jiří Zelenka